# Rinaldo Orsini
Rinaldo Orsini (ur. w Rzymie, zm. 6 czerwca 1374 w Awinionie) – włoski kardynał.

## Życiorys
Pochodził ze znanego rodu Orsini. W młodości był archidiakonem w Liège i Perugii, a także protonotariuszem apostolskim. 17 grudnia 1350 został kreowany kardynałem i otrzymał diakonię S. Adriano. W 1366 został archiprezbiterem bazyliki watykańskiej. Rok później został oskarżony o przyjęcie wyznania wiary cesarza bizantyńskiego Jana Paleologa. Od 1370 roku do śmierci pełnił rolę protodiakona.
Uczestniczył w konklawe 1352 1362, 1370.